# Karel Stanner
Karel Stanner (* 26. Februar 1949 in Liberec) ist ein ehemaliger tschechischer Fußballspieler und derzeitiger Fußballtrainer.

## Spielerkarriere
Stanner begann mit dem Fußballspielen in Liberec. Von 1968 bis 1970 absolvierte er seinen Wehrdienst bei Dukla Tábor. Anschließend spielte er zwei Jahre für TJ SZ Česká Lípa, von 1972 bis 1974 für Kolora Semily. Den Großteil seiner aktiven Laufbahn verbrachte Stanner bei Agro Turnov von 1975 bis 1988. Seine Spielerkarriere ließ er von 1988 bis 1990 als Spielertrainer bei Sokol Železný Brod ausklingen.

## Trainerkarriere
Stanners erste Trainerstation war sein ehemaliger Verein Agro Turnov. Von 1992 bis 1994 war 
Stanner Co-Trainer von Ladislav Škorpil beim SK Hradec Králové, ehe er für eine Saison nach Turnov zurückkehrte. In der Spielzeit 1995/96 coachte er den damaligen Zweitligisten SK Chrudim. 
Danach arbeitete Stanner als Trainer des FK Mladá Boleslav und führte die Mannschaft von der viertklassigen Divize in die 2. Liga. 2001 wechselte er in den Jugendfußball und betreute nacheinander die Junioren in Mladá Boleslav, Jablonec nad Nisou und erneut Mladá Boleslav. Im Sommer 2007 übernahm der inzwischen 58-Jährige die B-Mannschaft des Klubs. Nachdem Zdeněk Ščasný im März 2008 als Hauptverantwortlicher bei den Profis zurückgetreten war, übernahm Stanner dessen Amt bis Saisonende. Nach dem Weggang von Dušan Uhrin mladší übernahm Stanner im Januar 2010 erneut das Amt des Cheftrainers.